# Veikkausliiga 2021
La Veikkausliiga 2021 è stata la centododicesima edizione della massima serie del campionato finlandese di calcio, la trentaduesima come Veikkausliiga, iniziata il 24 aprile 2021 (originariamente l'inizio era previsto per il 10 aprile 2021) e terminata il 31 ottobre seguente. L'HJK, squadra campione in carica, si è riconfermato conquistando il titolo per la trentunesima volta nella sua storia, la seconda consecutiva.

## Stagione

### Novità
Dalla Veikkausliiga 2020 sono stati retrocessi in Ykkönen il TPS (dopo aver perso lo spareggio promozione/retrocessione) e il RoPS, mentre dalla Ykkönen 2020 sono stati promossi l'AC Oulu e il KTP (vincitore dello spareggio promozione/retrocessione).

### Formula
Nella prima fase le dodici squadre si affrontano in un girone all'italiana, con partite di andata e ritorno, per un totale di 22 giornate. Successivamente, le squadre vengono divise in due gruppi in base alla classifica: le prime sei formano un nuovo girone e competono per il titolo e la qualificazione alle competizioni europee; le ultime sei, invece, lottano per non retrocedere in Ykkönen e per un altro posto valido per guadagnare la qualificazione alle competizioni europee. In entrambi i gironi le squadre si affrontano in un girone all'italiana, con partite di sola andata, per un totale di 5 giornate. Nel girone per il titolo: la squadra prima classificata è campione di Finlandia e si qualifica per il primo turno di qualificazione della UEFA Champions League 2022-2023; la squadra seconda classificata si qualifica per il primo turno di qualificazione della UEFA Europa Conference League 2022-2023, assieme alla vincitrice della Suomen Cup; la squadra terza classificata accede alla finale per la qualificazione al primo turno della UEFA Europa Conference League; le squadre classificate al quarto, quinto e sesto posto, più la prima classificata nel girone per la salvezza accedono agli spareggi per l'accesso alla finale contro la terza classificata. Nel girone per la salvezza l'ultima classificata viene retrocessa direttamente in Ykkönen, mentre la penultima classificata affronta la seconda classificata in Ykkönen in uno spareggio promozione/retrocessione.

### Avvenimenti
A causa del posticipo dell'inizio della competizione, è stato deciso di annullare la disputa dei play-off per la UEFA Europa Conference League..

## Squadre partecipanti
| Club          | Città       | Stadio                 | Stagione precedente           |
| ------------- | ----------- | ---------------------- | ----------------------------- |
| AC Oulu       | Oulu        | Raatin stadion         | 1º posto in Ykkönen, promosso |
| Haka          | Valkeakoski | Tehtaan kenttä         | 10º posto in Veikkausliiga    |
| HIFK          | Helsinki    | Telia 5G -areena       | 8º posto in Veikkausliiga     |
| HJK           | Helsinki    | Telia 5G -areena       | 1º posto in Veikkausliiga     |
| Honka         | Espoo       | Tapiolan urheilupuisto | 4º posto in Veikkausliiga     |
| IFK Mariehamn | Mariehamn   | Wiklöf Holding Arena   | 9º posto in Veikkausliiga     |
| Ilves         | Tampere     | Tammelan stadion       | 5º posto in Veikkausliiga     |
| Inter Turku   | Turku       | Veritas-stadion        | 2º posto in Veikkausliiga     |
| KTP           | Kotka       | Arto Tolsa Areena      | 2º posto in Ykkönen, promosso |
| KuPS          | Kuopio      | Savon Sanomat Areena   | 3º posto in Veikkausliiga     |
| Lahti         | Lahti       | Lahden stadion         | 6º posto in Veikkausliiga     |
| SJK           | Seinäjoki   | OmaSP Stadion          | 7º posto in Veikkausliiga     |

## Prima fase

### Classifica finale
|  | Pos. | Squadra       | Pt | G  | V  | N | P  | GF | GS | DR  |
|  | ---- | ------------- | -- | -- | -- | - | -- | -- | -- | --- |
|  | 1.   | KuPS          | 49 | 22 | 15 | 4 | 3  | 38 | 14 | +24 |
|  | 2.   | HJK           | 49 | 22 | 15 | 4 | 3  | 32 | 12 | +20 |
|  | 3.   | Inter Turku   | 39 | 22 | 12 | 3 | 7  | 36 | 22 | +14 |
|  | 4.   | SJK           | 37 | 22 | 11 | 4 | 7  | 29 | 24 | +5  |
|  | 5.   | HIFK          | 33 | 22 | 9  | 6 | 7  | 23 | 23 | 0   |
|  | 6.   | Ilves         | 33 | 22 | 10 | 3 | 9  | 21 | 23 | -2  |
|  | 7.   | Lahti         | 32 | 22 | 8  | 8 | 6  | 27 | 25 | +2  |
|  | 8.   | Honka         | 26 | 22 | 7  | 5 | 10 | 28 | 29 | -1  |
|  | 9.   | Haka          | 24 | 22 | 7  | 3 | 12 | 21 | 26 | -5  |
|  | 10.  | IFK Mariehamn | 23 | 22 | 7  | 2 | 13 | 20 | 32 | -12 |
|  | 11.  | AC Oulu       | 18 | 22 | 5  | 3 | 14 | 17 | 35 | -18 |
|  | 12.  | KTP           | 8  | 22 | 1  | 5 | 16 | 18 | 45 | -27 |

Legenda:
      Ammessa al Girone per il titolo.
      Ammessa al Girone per la salvezza.
Note:
Tre punti a vittoria, uno a pareggio, zero a sconfitta.

### Risultati
|               | Oul  | Hak  | HIF  | HJK  | Hon  | IFK  | Ilv  | Int  | Lah  | KTP | KuP  | SJK  |
| ------------- | ---- | ---- | ---- | ---- | ---- | ---- | ---- | ---- | ---- | --- | ---- | ---- |
| AC Oulu       | –––– | 0-1  | 1-2  | 2-1  | 0-2  | 1-0  | 0-2  | 2-0  | 1-1  | 1-1 | 0-2  | 0-2  |
| Haka          | 0-1  | –––– | 2-0  | 1-2  | 1-1  | 1-2  | 0-1  | 1-0  | 1-1  | 0-3 | 0-1  | 4-0  |
| HIFK          | 3-1  | 2-0  | –––– | 0-1  | 1-0  | 0-3  | 1-1  | 1-4  | 0-1  | 2-2 | 1-5  | 1-0  |
| HJK           | 3-1  | 2-0  | 0-2  | –––– | 4-2  | 1-0  | 2-1  | 0-1  | 2-0  | 2-0 | 1-1  | 0-0  |
| Honka         | 1-0  | 2-1  | 0-3  | 0-0  | –––– | 0-2  | 4-1  | 1-2  | 1-1  | 3-1 | 0-1  | 0-1  |
| IFK Mariehamn | 3-1  | 0-3  | 0-0  | 0-1  | 1-3  | –––– | 1-0  | 0-2  | 0-3  | 4-2 | 0-1  | 0-1  |
| Ilves         | 1-0  | 1-0  | 1-0  | 0-3  | 0-0  | 2-0  | –––– | 2-1  | 1-0  | 2-0 | 3-2  | 0-1  |
| Inter Turku   | 4-0  | 2-1  | 0-1  | 1-3  | 2-2  | 3-0  | 2-0  | –––– | 1-1  | 2-1 | 1-0  | 2-0  |
| Lahti         | 0-0  | 0-2  | 0-0  | 0-1  | 1-0  | 1-1  | 3-1  | 2-1  | –––– | 3-0 | 2-4  | 2-1  |
| KTP           | 1-3  | 0-0  | 0-2  | 0-1  | 1-3  | 1-3  | 1-1  | 1-3  | 1-2  | -   | 1-2  | 0-1  |
| KuPS          | 2-0  | 1-2  | 0-0  | 0-0  | 2-1  | 2-0  | 1-0  | 1-0  | 2-2  | 4-0 | –––– | 3-0  |
| SJK           | 3-2  | 4-0  | 1-1  | 0-2  | 3-2  | 3-0  | 1-0  | 2-2  | 4-1  | 1-1 | 0-1  | –––– |

## Girone per il titolo
Le squadre mantengono i punti conquistati nella stagione regolare.

### Classifica finale
|  | Pos. | Squadra     | Pt | G  | V  | N | P  | GF | GS | DR  |
|  | ---- | ----------- | -- | -- | -- | - | -- | -- | -- | --- |
|  | 1.   | HJK         | 59 | 27 | 18 | 5 | 4  | 41 | 19 | +22 |
|  | 2.   | KuPS        | 58 | 27 | 17 | 7 | 3  | 46 | 20 | +26 |
|  | 3.   | SJK         | 48 | 27 | 14 | 6 | 7  | 45 | 34 | +11 |
|  | 4.   | Inter Turku | 45 | 27 | 14 | 3 | 10 | 45 | 32 | +13 |
|  | 5.   | Ilves       | 36 | 27 | 11 | 3 | 13 | 29 | 34 | -5  |
|  | 6.   | HIFK        | 35 | 27 | 9  | 8 | 10 | 25 | 31 | -6  |

Legenda:
      Campione di Finlandia e ammessa alla UEFA Champions League 2022-2023.
      Ammessa alla UEFA Europa Conference League 2022-2023.
Note:
Tre punti a vittoria, uno a pareggio, zero a sconfitta.

### Risultati
|             | HIF  | HJK  | Ilv  | Int  | KuP  | SJK  |
| ----------- | ---- | ---- | ---- | ---- | ---- | ---- |
| HIFK        | –––– |      | 0-3  |      |      | 2-2  |
| HJK         | 1-0  | –––– |      | 2-1  |      | 2-3  |
| Ilves       |      | 2-3  | –––– | 0-2  |      |      |
| Inter Turku | 2-0  |      |      | –––– | 2-3  | 2-5  |
| KuPS        | 0-0  | 1-1  | 2-1  |      | –––– |      |
| SJK         |      |      | 4-2  |      | 2-2  | –––– |

## Girone per la salvezza
Le squadre mantengono i punti conquistati nella stagione regolare.

### Classifica finale
|  | Pos. | Squadra       | Pt | G  | V  | N  | P  | GF | GS | DR  |
|  | ---- | ------------- | -- | -- | -- | -- | -- | -- | -- | --- |
|  | 7.   | Lahti         | 40 | 27 | 10 | 10 | 7  | 35 | 30 | +5  |
|  | 8.   | Haka          | 35 | 27 | 10 | 5  | 12 | 30 | 29 | +1  |
|  | 9.   | Honka         | 33 | 27 | 9  | 6  | 12 | 38 | 37 | +1  |
|  | 10.  | IFK Mariehamn | 30 | 27 | 9  | 3  | 15 | 28 | 40 | -12 |
|  | 11.  | AC Oulu       | 23 | 27 | 6  | 5  | 16 | 21 | 44 | -23 |
|  | 12.  | KTP           | 11 | 27 | 2  | 5  | 20 | 25 | 58 | -33 |

Legenda:
 Partecipa ai play-out.
      Retrocessa in Ykkönen 2022
Note:
Tre punti a vittoria, uno a pareggio, zero a sconfitta.

### Risultati
|               | Oul  | Hak  | Hon  | IFK  | Lah  | KTP  |
| ------------- | ---- | ---- | ---- | ---- | ---- | ---- |
| AC Oulu       | –––– |      |      | 1-2  |      | 2-1  |
| Haka          | 0-0  | –––– |      | 2-0  | 1-1  |      |
| Honka         | 6-1  | 0-2  | –––– | 1-1  |      |      |
| IFK Mariehamn |      |      |      | –––– | 0-3  | 5-1  |
| Lahti         | 0-0  |      | 2-3  |      | –––– | 2-1  |
| KTP           |      | 2-4  | 2-0  |      |      | –––– |

## Spareggi

### Spareggio promozione/retrocessione
Allo spareggio partecipano l'undicesima classificata in Veikkausliiga e la seconda classificata in Ykkönen.
|         | Risultati |         | Luogo e data               |
| ------- | --------- | ------- | -------------------------- |
| RoPS    | 2 - 1     | AC Oulu | Rovaniemi, 3 novembre 2021 |
| AC Oulu | 2 - 0     | RoPS    | Oulu, 7 novembre 2021      |
|         |           |         |                            |

## Statistiche

### Classifica marcatori
| Gol |  |  | Giocatore        | Squadra     |
| --- |  |  | ---------------- | ----------- |
| 14  |  |  | Benjamin Källman | Inter Turku |
| 14  |  |  | Ariel Ngueukam   | SJK         |
| 9   |  |  | Tim Väyrynen     | KuPS        |
| 8   |  |  | Jake Jervis      | SJK         |
| 8   |  |  | Urho Nissilä     | KuPS        |
| 8   |  |  | Darren Smith     | Honka       |
| 7   |  |  | Geoffrey Chinedu | Lahti       |
| 7   |  |  | Timo Furuholm    | Inter Turku |
| 7   |  |  | Denys Oliynyk    | SJK         |
| 7   |  |  | Altin Zeqiri     | Lahti       |